# Юшкова, Ольга Артуровна
О́льга Арту́ровна Юшко́ва — советский и российский искусствовед, историк искусства, куратор, педагог.

## Биография
Окончила отделение истории и теории искусства исторического факультета Московского государственного университета имени М. В. Ломоносова.
В 1981—2010 годах была сотрудником Государственной Третьяковской галереи.
Кандидат искусствоведения.
Научные интересы: искусство XX века. Разрабатывает проблему картины в русском искусстве, чему посвящена её книга «Три века русской картины».
Читала лекции в Московском государственном университете имени М. В. Ломоносова, Университете Натальи Нестеровой (Москва), Калифорнийском университете в Ирвайне (UCI).

## Куратор
- 1993 — «Национальные традиции и постмодернизм», Государственная Третьяковская галерея
- 1994 — «Михаил Шварцман. Иературы», Государственная Третьяковская галерея
- 2004—2005 — «Откройте дверь… (выставка 15 современных живописцев)», Дрезден, Москва